# Marzamemi
Marzamemi è una frazione del comune di Pachino, nel libero consorzio comunale di Siracusa in Sicilia.

## Origine del nome
L'origine del nome Marzamemi è controversa: secondo alcuni deriverebbe dalle parole arabe marsa ("porto", "rada", "baia") e memi ("piccolo"), mentre secondo il glottologo netino Corrado Avolio, nel suo Saggio di toponomastica siciliana, il toponimo deriverebbe dall'arabo marsà al-ḥamāma, cioè "baia delle tortore", "per l'abbondante passo di questi uccelli, in primavera". Simone Sultano, parroco di Pachino tra il 1885 e il 1944, rileva invece come alcuni lo fecero erroneamente derivare da marza e memi, 'pidocchio', perché le madri solevano dire questa parola ricercando i parassiti tra i capelli dei figli. Antonino Terranova, infine, nel volume Pachum Pachynos Pachino, storie e leggende da Pachino a Capopassero, cita anche un'altra tesi, secondo la quale "Memi" sarebbe riferito a Eufemio, l'ex comandante della flotta bizantina il quale, ribellatosi all'imperatore Michele II l'Amoriano, passò dalla parte degli Arabi e con loro incominciò la conquista dell'isola. Marzamemi significherebbe dunque "porto di Eufemio".

## Storia
Il borgo è nato attorno all'approdo, poi divenuto porto da pesca, e si è sviluppato grazie a quest'ultima attività, molto praticata ancor oggi, dotandosi anche di una tonnara, tra le più importanti della Sicilia. La tonnara di Marzamemi risale al tempo della dominazione spagnola in Sicilia nel 1600 sotto il regno di Filippo IV che nel 1655 venne venduta al barone Simone Calascibetta di Piazza Armerina.
Nel 1752 furono ultimate la costruzione del palazzo, della tonnara, della chiesa dedicata alla Beata Maria Vergine di Monte Carmelo e delle casette dei marinai, per opera dei baroni Calascibetta. Anche la nascita della vicina Pachino nel 1760, voluta dagli Starrabba, aveva impresso un nuovo impulso a Marzamemi con la costruzione dei magazzini che si trovano lungo la via principale e che servivano per custodire sia le botti di vino, da spedire poi via mare in Liguria e in Francia, sia le oltre trecentomila tonnellate di sale, prodotte dalle due saline di Morghella e Marzamemi. Verso la fine del XIX secolo Antonio Starrabba, che fu per due volte Presidente del consiglio dei ministri, fece costruire un grande palmento, mentre i Villadorata realizzarono un mulino a vapore che fu poi convertito in distilleria.
Nel 1843 moriva senza eredi Salvatore Calascibetta e la tonnara fu ereditata dalla nipote Giovanna Antonia Calascibetta. I debiti accumulati dalla famiglia sin dal 1795 comportarono vari contenziosi giuridici; tale occasione permise, dunque, a Corrado Nicolaci principe di Villadorata - già gabelloto di tonnara - di acquisire a poco a poco la maggioranza dell'impianto.
Con il passaggio della tonnara dai Calascibetta ai Nicolaci ha inizio la "storia contemporanea" di Marzamemi. Il borgo marinaro, in quel momento, non era ancora ben collegato con i vicini centri abitati e fu così che l'intendenza borbonica fece costruire la ferrovia Marzamemi-Pachino (1847-1853), con l'auspicio di far progredire il commercio marittimo. Il nuovo asse, infatti, migliorò il collegamento con l'area portuale favorendo così il rilancio dell'economia, che ebbe ricadute con la costruzione del Porto Fossa nel 1855.
Nel 1912 fu costruito a Marzamemi uno stabilimento per la lavorazione del tonno salato e in seguito del tonno sott'olio. La pesca della tonnara infatti fu abbondante fino al primo dopoguerra. A Marzamemi si effettuavano due mattanze ogni giorno: una al mattino e una nel primo pomeriggio. La camperia era lo stabilimento conserviero addossato alla loggia ed al palazzo del Principe, i ruderi del quale sono riconoscibili per l'alto fumaiolo (ora a rischio di crollo); in origine i fumaioli erano due, ma il più maestoso crollò il 12 giugno del 1943, pochi giorni prima dello sbarco alleato, quando la tonnara venne mitragliata dalla RAF.
Lo stabilimento nell'ultimo periodo funzionava per conto dell'industria per la conservazione del pesce di Angelo Parodi di Genova. Addetti alla lavorazione erano specialisti genovesi (come per le altre tonnare della zona) come genovese ne era il direttore, per il quale nell'ambito dello stabilimento stesso fu costruito un alloggio al primo piano. Le scatolette di diverse dimensioni, prodotte a Marzamemi, venivano commercializzate con il marchio di fabbrica "AP Angelo Parodi Genova - Tonno all'olio puro di oliva - Lavorazione sul posto di pesca”. Lo stabilimento, che chiuse nel 1926 per mancanza di materia prima, risorse nel 1937 per opera della nobile Preziosa dei Baroni Bruno di Belmonte di Ispica. Per un lungo periodo tutto il pescato della tonnara toccava in esclusiva ai siracusani Cappuccio. Dopo la morte di Ottavio Nicolaci, nessuno dei Villadorata soggiornò nel palazzo e la tonnara chiuse definitivamente nel 1969. Nel 1979, come testimonia lo storico Salvo Sorbello, l'arco che collegava il palazzo del Principe alle cisterne collocate vicino al tetto della chiesetta crollò per l'errata manovra di un camion ed è stato ripristinato successivamente.
Nel secondo dopoguerra fu costruita nella piazza, per volere di papa Pio XI, una nuova chiesa dedicata a san Francesco di Paola.
Nel 1959 un pescatore del luogo, Alfonso Barone, scoprì casualmente a circa un chilometro dalla costa di Marzamemi il relitto di un'antica nave mercantile bizantina, presumibilmente risalente al VI secolo durante il regno di Giustiniano, naufragata mentre trasportava elementi architettonici e decorativi prefabbricati per la costruzione di una chiesa. Il sito fu oggetto di ricerche da parte dell'archeologo tedesco Gerhard Kapitän e di Pier Nicola Gargallo.
La notte tra il 27 e 28 ottobre 2007, durante una tempesta, naufragò al largo di contrada Cittadella e Vendicari un gommone con a bordo 37 migranti egiziani e palestinesi. Nei giorni seguenti furono rinvenuti sulla spiaggia di Vendicari i corpi di 17 persone annegate.

## Cultura

### Cinema
Nel 1993 il borgo storico è stato utilizzato come location dal regista Gabriele Salvatores per il film Sud, con protagonisti gli attori Silvio Orlando, Antonio Catania, Marco Manchisi, Claudio Bisio e Francesca Neri. Diversi sono i film contenenti scene girate a Marzamemi, tra cui Kaos (con protagonisti Franco e Ciccio), Malavoglia, L'uomo delle stelle, Mario e il mago, Oltremare - Non è l'America, Cuore scatenato, Tra due mondi, La stagione della caccia - C'era una volta Vigata, oltre alle serie televisive Il commissario Montalbano, Immaturi - La serie e Blindati.
Dal 2000 al 2021 Marzamemi ha ospitato il Festival del Cinema di Frontiera. Dal 2023 si svolge il Marzamemi Cinefest (Festival internazionale delle identità del mediterraneo).

## Economia

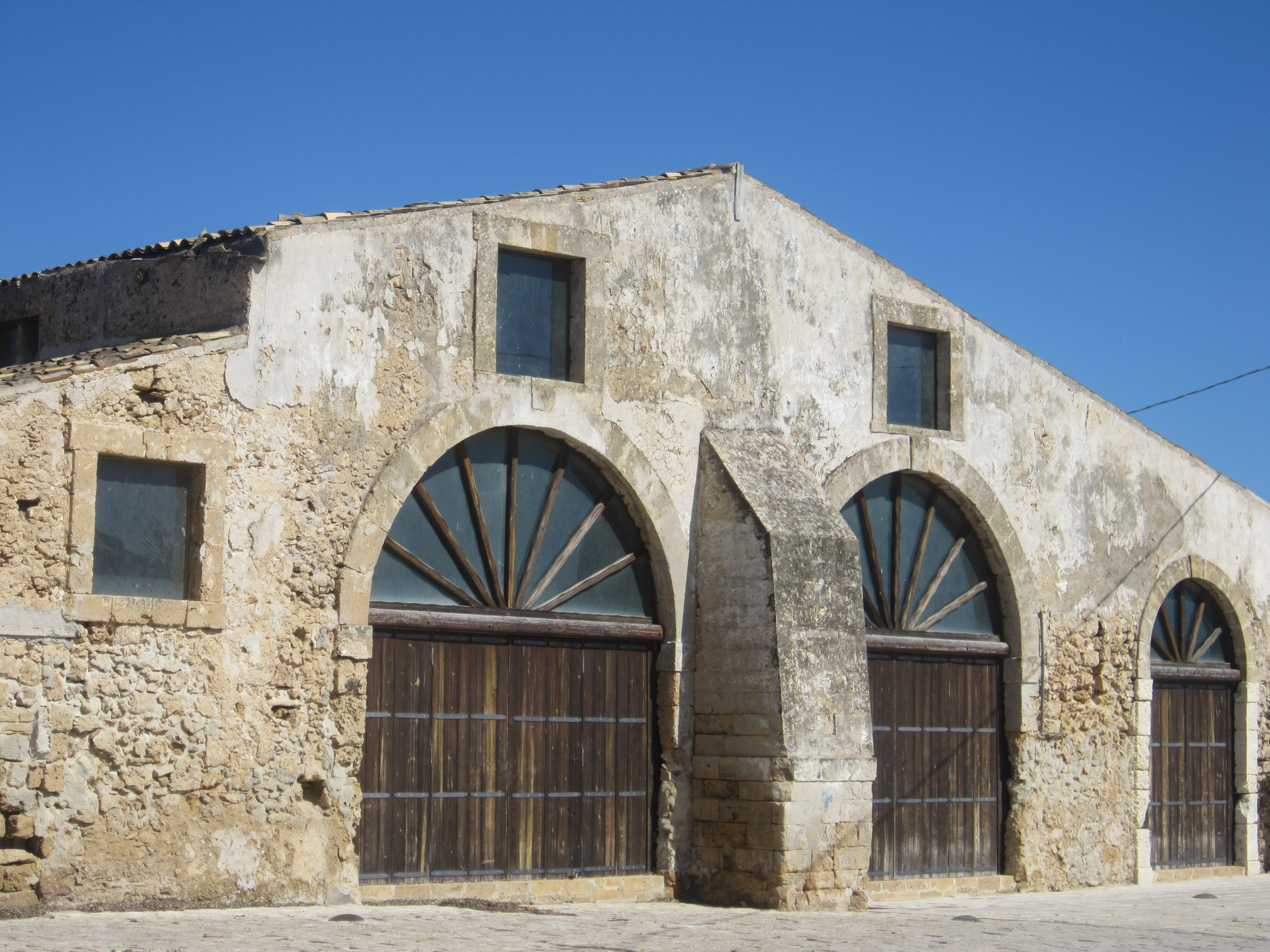
Stabilimento per la lavorazione del tonno.

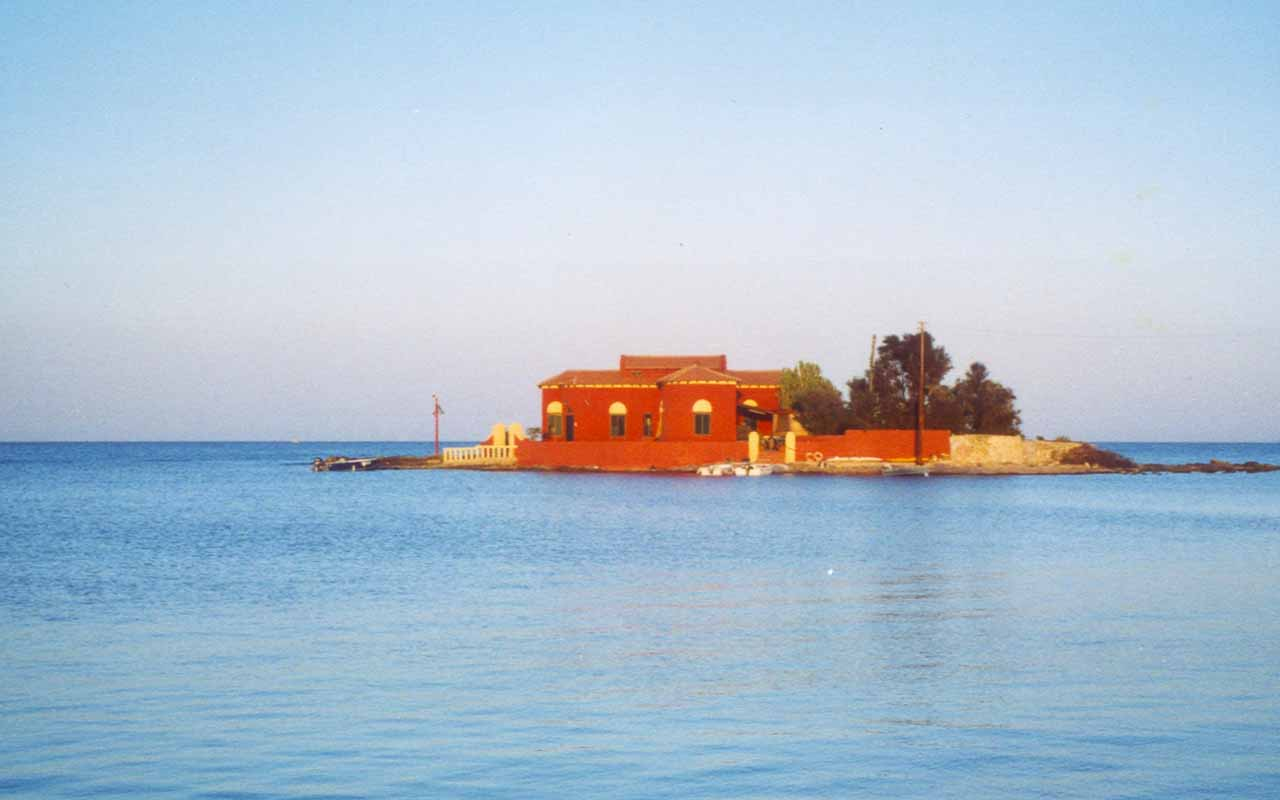
Isolotto Brancati visto dalla "Marinella".

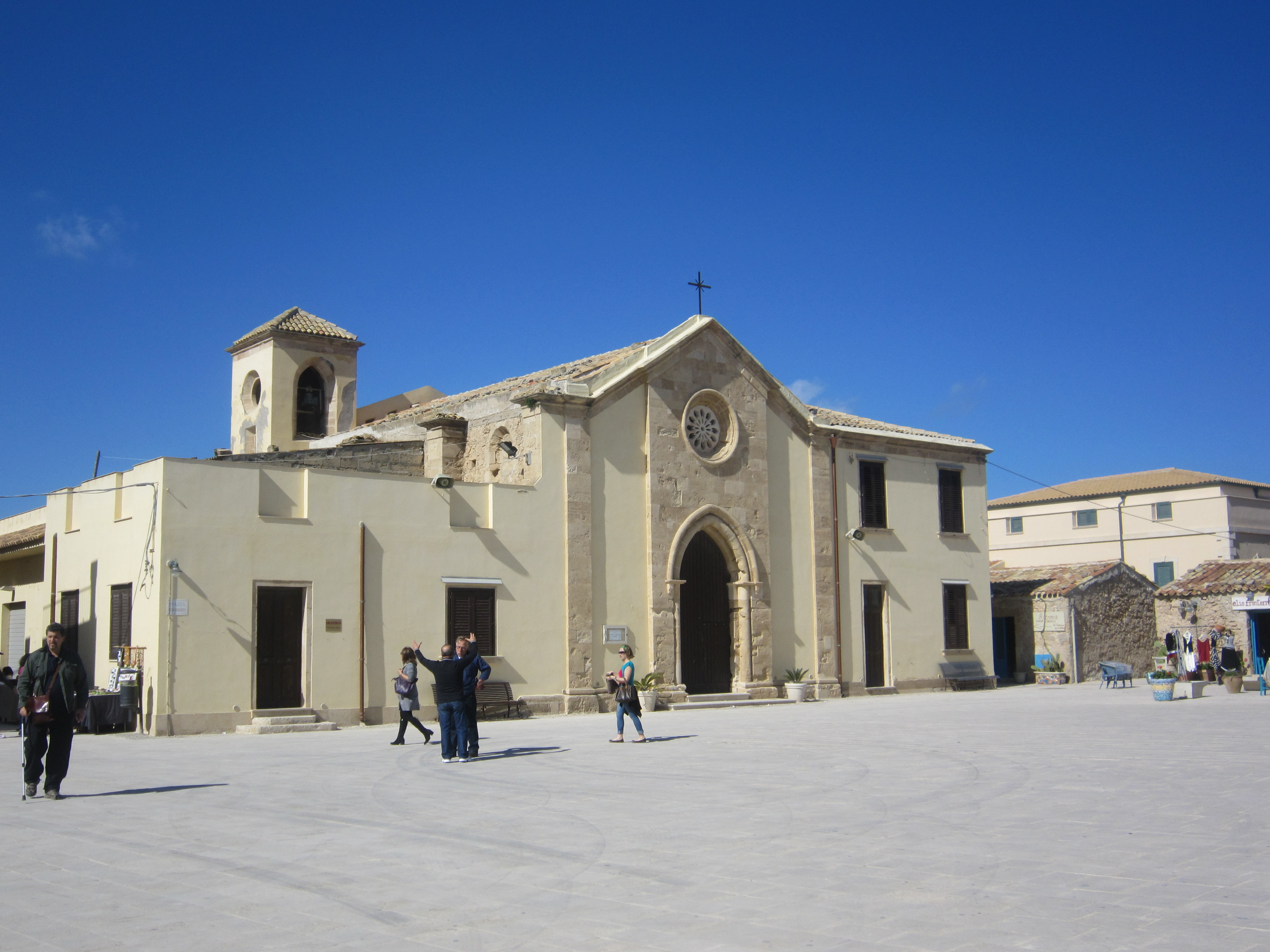
Chiesa nuova di San Francesco di Paola.

### Agricoltura e pesca
L'agricoltura è una voce importante per l'economia locale. Dal porto di Marzamemi, in passato, partivano navi che trasportavano grandi quantità di vino prodotto localmente verso i diversi porti della penisola. Il vino veniva trasportato anche da treni merci verso varie località estere.
Ulteriore fonte di sviluppo è la pesca e la lavorazione di prodotti ittici: famosa è, ad esempio, la bottarga di tonno rosso, lavorata usando artigianalmente antichi sistemi di essiccazione derivati dalla cultura arabo-fenicia.
Prodotti del settore primario tipici di Marzamemi sono la bottarga di tonno rosso, ventresca di tonno rosso, il mosciame di tonno rosso, il pomodorino secco di Pachino, il pesce spada affumicato, i meloni gialli a rete, il melone cantalupo, il vino Nero d'Avola, la suppizzata di tonno, le crispelle di san Martino, la granita di mandorle, la cremolata, il ciliegino di Pachino, il datterino di Pachino e il pomodoro Melinda di Pachino (IGP).

## Infrastrutture e trasporti
Marzamemi era servita dall'omonima stazione ferroviaria, chiusa nel 1986 e in fase di riapertura vista la rivalutazione da parte di FS e RFI della ferrovia Noto-Pachino per il trasporto turistico.

## Sport
Anche a Marzamemi si pratica il gioco del calcio. Dopo svariate squadre che hanno rappresentato la frazione, attive più che altro a livello amatoriale in campionati e tornei locali e territoriali non riconosciuti dalla Figc, nel 2024 è stata fondata l'ASD Marzamemi, la prima società calcistica del borgo marinaro iscritta al campionato federale di Terza categoria.